# Nierembergia rivularis
Nierembergia rivularis es una especie de planta ornamental perteneciente a la familia de las solanáceas., Es originaria de Sudamérica.

## Descripción
Nierembergia rivularis es una planta trepadora con tallos de enraizamiento. Las hojas son casi siempre glabras, de 14 a 67 mm de largo y 4,3 a 11,6 mm de ancho. El peciolo alcanza longitudes de 3,4 a 46 mm. Las flores están en un pedúnculo de aproximadamente 1 mm de largo. El cáliz es de 11,8 mm de largo. La corola es de color blanco y tiene un tubo de 24 hasta 75 mm. Los granos de polen forman tétradas.

## Distribución y hábitat
La especie crece en suelos húmedos, parcialmente inundados cerca de la orilla de los ríos. La aparición se limita a la zona de captación del Río Paraná - Mar del Plata en las provincias argentinas de Salta, Corrientes y Buenos Aires, y en Bolivia, Brasil y Uruguay.

## Taxonomía
Nierembergia rivularis fue descrita por John Miers y publicado en London Journal of Botany 5: 167. 1846.
Etimología
Nierembergia: nombre genérico que fue otorgado en honor del jesuita místico español Juan Eusebio Nieremberg (1595-1658).
rivularis: epíteto latíno que significa "que crece junta a las corrientes de agua"